# Llanura de Cheshire

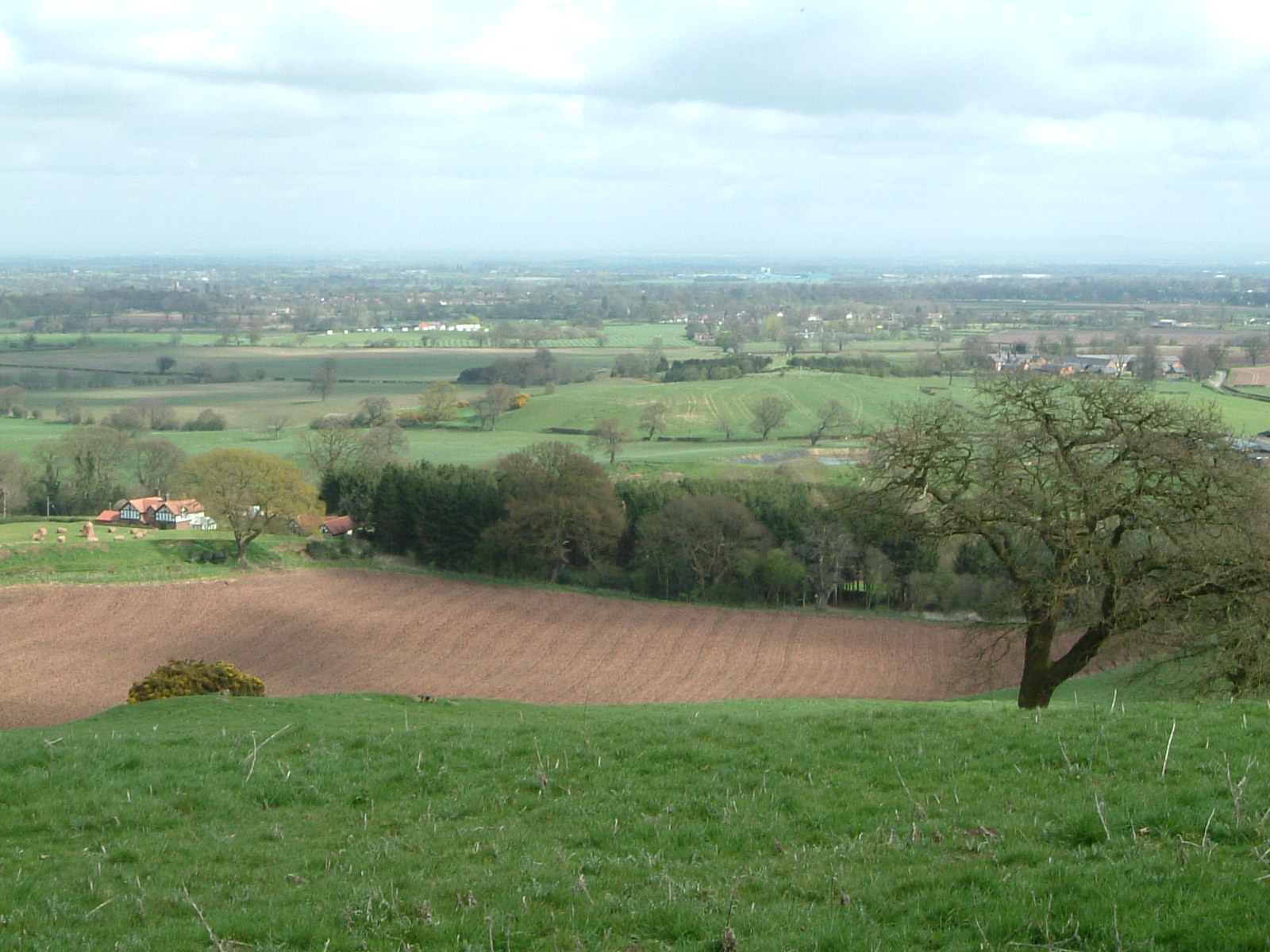
Llanura de Cheshire.

La llanura de Cheshire (Cheshire Plain en inglés) es una llanura plana de material arcilloso situada en su totalidad en Cheshire, Inglaterra, Reino Unido. Está situada entre las colinas de Gales del Norte al oeste y el Distrito de los Picos de Derbyshire al este. En el noroeste se encuentra la península conocida como Wirral. Se formó por el retroceso de los glaciares en la Edad de Hielo.
- Datos: Q2880633